# Domitia Faustina
Domitia Faustina (geboren am 30. November 147; gestorben vor 161) war eine Tochter des römischen Kaisers Mark Aurel und der jüngeren Faustina.
Laut den Fasti Ostienses wurde am 30. November des Jahres 147 dem Paar eine Tochter geboren. Diese Tochter kann nur Domitia Faustina gewesen sein, da der Geburtstag einer zweiten infrage kommenden Tochter, der Annia Aurelia Galeria Lucilla, für den 7. März bezeugt ist. Genannt wird Domitia Faustina in einer Inschrift aus Ephesos, die zu einer Stiftung des Vedius Antoninus gehörte und wohl aus einer Zeit stammte, als Domitia das einzige Kind Mark Aurels und der jüngeren Faustina war. Gestorben ist sie vor dem Regierungsantritt ihres Vaters im Jahr 161, denn auf ihrer Grabinschrift, die am 139 von Antoninus Pius fertiggestellten und in dessen Namen geweihten Hadriansmausoleum angebracht war, wird Mark Aurel nur als Caesar geführt und ihr Großvater Antoninus Pius ist noch nicht vergöttlicht:
Domitia Faustina / M(arci) Aurelii Caesaris filia / Imp(eratoris) Antonini Augusti Pii p(atris) p(atriae) neptis.
Walter Ameling setzt ihr Todesjahr aufgrund seiner Analyse des numismatischen Befundes vor 155/156 an.